# McGregor, Iowa
McGregor är en stad i Clayton County, Iowa, USA. Stadens invånarantal uppgick till 865 personer år 2011. 